# Pokal Slovenije 2021/22
Der Pokal Slovenije 2021/22 war die 31. Austragung des slowenischen Fußballpokalwettbewerbs der Herren. Aufgrund der COVID-19-Pandemie in Slowenien wurden die regionale Pokalwettbewerbe nicht ausgetragen. Infolgedessen nahmen nur alle zehn Mannschaften der Nogometna Liga 2020/21 sowie die zwei besten Mannschaften der zweiten Liga teil.
Pokalsieger wurde der FC Koper, der sich im Finale gegen den NK Bravo durchsetzte. Titelverteidiger NK Olimpija Ljubljana war im Viertelfinale ausgeschieden.
Durch den Sieg im Finale qualifizierte sich der FC Koper für die 2. Qualifikationsrunde der UEFA Europa Conference League 2022/23.

## Teilnehmer
| Nogometna Liga 2020/21 |
| ---------------------- |
| NŠ Mura                |
| NK Maribor             |
| NK Olimpija Ljubljana  |
| NK Domžale             |
| NK Bravo               |
| NK Tabor Sežana        |
| NK Celje               |
| NK Aluminij            |
| FC Koper               |
| ND Gorica              |

| Druga Liga 2020/21 |
| ------------------ |
| NK Radomlje        |
| NK Krka            |

## Modus
In allen Begegnungen wurde der Sieger in einem Spiel ermittelt. Stand es nach der regulären Spielzeit von 90 Minuten unentschieden, kam es zur Verlängerung von zweimal 15 Minuten und falls danach immer noch kein Sieger feststand zum Elfmeterschießen.

## 1. Runde
| Datum                 |                 | Ergebnis |          |
| --------------------- | --------------- | -------- | -------- |
| 15.09.2020, 14:00 Uhr | ND Gorica       | 0:2      | NK Bravo |
| 15.09.2020, 15:00 Uhr | NK Tabor Sežana | 0:2      | NK Celje |
| 15.09.2020, 16:00 Uhr | NK Aluminij     | 1:2      | FC Koper |
| 15.09.2020, 18:00 Uhr | NK Radomlje     | 2:1      | NK Krka  |

## Viertelfinale
In dieser Runde stiegen die vier Europacup-Teilnehmer NŠ Mura, NK Maribor, NK Olimpija Ljubljana und NK Domžale ein.
| Datum                 |                       | Ergebnis               |            |
| --------------------- | --------------------- | ---------------------- | ---------- |
| 27.10.2021, 15:00 Uhr | NK Radomlje           | 0:0 n. V., (3:4 i. E.) | NK Celje   |
| 27.10.2021, 17:00 Uhr | NŠ Mura               | 1:1 n. V., (2:3 i. E.) | NK Bravo   |
| 27.10.2021, 20:15 Uhr | NK Olimpija Ljubljana | 0:1                    | FC Koper   |
| 28.10.2021, 20:15 Uhr | NK Maribor            | 1:2                    | NK Domžale |

## Halbfinale
| Datum                 |          | Ergebnis |            |
| --------------------- | -------- | -------- | ---------- |
| 20.04.2022, 16:00 Uhr | NK Bravo | 3:2      | NK Domžale |
| 21.04.2022, 20:15 Uhr | FC Koper | 1:0      | NK Celje   |

## Finale
| Paarung        | FC Koper – NK Bravo |
| Ergebnis       | 3:1 (0:0) |
| Datum          | 11. Mai 2022 um 20:30 Uhr |
| Stadion        | Stadion Z’dežele, Celje |
| Zuschauer      | 3.200 |
| Schiedsrichter | Slavko Vinčić |
| Tore           | 1:0 Lamin Colley (70.) 2:0 Andrej Kotnik (73.) 2:1 Gregor Bajde (83.) 3:1 Lamin Colley (84.) |
| FC Koper       | David Adam – Karlo Bručić, Žan Žužek, Aleksander Rajčevič, Ivan Novoselec – Diogo Izata (60. Andrej Kotnik), Luka Tičić (89. Marko Đira), Ivan Jelić Balta (89. Ivica Guberac) – Lamin Colley, Kaheem Parris (77. Luka Šušnjara), Bede Osuji (77. Anis Jašaragič) Cheftrainer: Zoran Zeljkovič |
| NK Bravo       | Matija Orbanić – Žan Trontelj, Stefan Milić (77. Leon Sever), Nemanja Jakšić, Matija Kavčič, Martin Kramarič – Nsana Simon, Andraž Kirm (46. Almin Kurtović) – Mitja Križan, Loren Maružin (71. Gregor Bajde), Luka Marjanac (65. Amar Memić) Cheftrainer: Dejan Grabić                        |
| Gelbe Karten   | Ivan Jelić Balta, David Adam – Stefan Milić |